# Gleipnir
Gleipnir, na mitologia nórdica, é uma atadura mágica e macia como a seda, forjada pelos anões a pedido de Odin, para os Deuses usarem para prender Fenrir, até a chegada do Ragnarök.
Gleipnir foi a terceira tentativa de prender Fenrir, as duas primeiras foram Loeðingr e Drómi (ambas de aço muito forte) que falharam. Mesmo sabendo que um dia Fenrir se libertaria desse grilhão e causaria a morte dos deuses e a destruição do mundo (Ragnarök), os deuses preferiram não o matar. "O que tem de ser, será", disseram.
É um item do jogo Ragnarok Online, usado para fixar o megingjord ao corpo de um mortal.
E no jogo WYD (With Your Destiny) é o nome de uma lança mágica bastante poderosa.
Recentemente também se tornou um item do jogo Dota 2, que tem como função enraizar um ou vários inimigos prevenindo-os de se movimentarem e de usar algumas habilidades enquanto estiverem presos.
Tudo começou quando Odin, resolver levar para Asgard o pequeno filhote de lobo. porém com o passar do tempo Fenrir foi ficando cada vez maior , e também cada vez mas agressivo, começou a atacar o povo que acabou por evita-lo por completo. Logo após os ataques todos começaram a se queixar, e Odin se viu obrigado a tomar alguma providência. Inicialmente, a criação do lobo fora entregue a Tyr, considerado o mais corajoso entre os deuses, porém, nem mesmo ele pode conter o animal, que continuava a causar enormes problemas em Asgard, e então uma reunião para decidir o que fazer foi marcada.
Nesta reunião os deuses resolveram fazer uma corrente para prender a criatura(fizeram duas; Loeðingr e Drómi, sendo Drómi apenas de reserva, caso o lobo conseguisse se soltar da primeira), uma corrente com a enorme espessura, então surgiu a duvida''como o lobo se deixaria acorrentar?'' Então, Tyr sugeriu desafiar o lobo no falso intuito de testar sua força.
Pondo então o plano em ação Odin chamou Fenrir para passear em um local afastado de Asgard, no caminho começou a encher o ego do lobo, falando sobre como ele era grande e forte e então desafiou e Fenrir aceitou.
Tyr e vários ajudantes trouxeram Loeðingr e acorrentaram o animal, depois de passar as correntes Tyr as trancou com vários cadeados, e todos se afastaram do lobo. Odin então gritou para que o lobo tentasse se libertar da corrente. O grande lobo então simplesmente estufa o peito e se espreguiça arrebentando facilmente a corrente. Os deuses mal puderam crer e logo depois de terem presenciado tal fato, Odin, aplaudiu o lobo e então disse: Muito bem Fenrir, estamos impressionados, agora vamos ver se você consegue se livrar desta, ja mandando que trouxessem a próxima corrente.
Uma outra corrente havia sido forjada por precaução. Esta conhecida como Drómi, teve a fama atribuída pelo ferreiro que a forjou como sendo a corrente mais solida já criada. Esta ainda demorou mais tempo para ser trazida, pois tinha um peso ainda maior devido a sua composição. 
Pela segunda vez o Deus Tyr acorrentou o grande lobo e logo depois Odin deu o grito para que Fenrir se libertasse, dessa vez ele encontrou mais dificuldades e teve de se debater e fazer força, mas logo arrebentou a segunda corrente, frustrando os Deuses e os forçando a se reunir novamente para pensar numa outra maneira de prender o lobo.
Voltaram a se encontrar, pois o lobo ainda era uma ameaça, e então Skirnir havia tido a ideia de, mandar os anões do reino de Svartalfaheim forjarem uma nova corrente, ou algo que pudesse deter a fera, pois estes eram os melhores ferreiros de todos os nove mundos. Odin, então consentiu,  e assim foi feito, Skirnir se dirigiu a Svartalfheim, a terra dos anões, e cavalgando Sleipnir, encontrou os anões e solicitou a eles que fizesse algo que pudesse deter o lobo, isso após ter contado toda a história, sobre o grande lobo e sobre as tentativas falhas de conte-lo. 
Os anões então confeccionaram a próxima "corrente". Quando skirnir voltou ele recebeu do anão uma espécie de corda de seda chamada gleipnir, porem era uma corda especial, feita com seis ingredientes paradoxais, raríssimos de encontrar, que supostamente "não existem". Seus ingredientes eram o cuspe de uma ave, os nervos de um urso, o folego de um peixe, a raiz de uma montanha, as barbas de uma mulher e o som da queda de um gato. 

Skirnir voltou para Asgard calvando Sleipnir, quando chegou todos se reuniram novamente e foram desafiar o lobo que estava ainda maior (já da altura de um dracar de guerra),  porém Fenrir não entendeu porque das outras vezes havia uma corrente e agora somente um pedaço de pano, e questiono-os dizendo não entender o propósito dos deuses. Aceitou mas impondo uma condição, que alguém mantivesse em sua enorme boca uma mão como garantia, caso não cumprissem com o combinado ele teria uma garantia, então Tyr o mais corajoso como sempre é que cumpriu esta tarefa, o lobo foi amarrado com a corda, ele tentou se libertar de todas as formas mas não conseguiu, e quando Fenrir pediu que o libertassem todos começaram a rir exceto Tyr e então Fenrir sem pensar duas vezes, mordeu fora a mão do deus e continuou preso até o dia do Ragnarok.